# カントリー&ウエスタン・トップ・ヒッツ
『カントリー&ウエスタン・トップ・ヒッツ』(Country & Western Top Hits)は、ザ・マウンテン・プレイボーイズのアルバム。1965年にキングレコードより発売、規格品番はKING SKK-117。
マウンテン・プレイボーイズはジミー時田のバックバンドであったが、本作に時田は参加していない。
カントリーやフォークのヒット曲を取り上げたインストゥルメンタル・アルバムである。

## 収録曲
Side 1
1. 500マイル - 500 Miles
2. エーメン - Amen
3. 北風 - North Wind
4. グリーン・フィールズ - Green Fields
5. ハーフ・アズ・マッチ - Half As Much
6. キャベツ - Boil the Cabbage Down

Side 2
1. 朝日のあたる家 - The House of the Rising Sun
2. スチール・ギター・ラグ - Steel Guitar Rag
3. 平和の誓い - Last Night I Had the Strange Dream
4. エンド・オブ・ザ・ワールド - End of the World
5. ア・フール・サッチ・アズ・アイ - A Fool Such As I
6. ワシントン広場の夜は更けて - Washington Square

## パーソネル
ザ・マウンテン・プレイボーイズ
- 松平直久 (スティール・ギター)
- 岸澄夫 (エレクトリック・ギター、編曲)
- 谷岡とし夫 (フィドル)
- 東角俊夫 (ドラムス)
- 三橋渡 (サイド・ギター)
- 尾崎紀世彦 (サイド・ギター)
- 岩倉忠雄 (ベース)